# Víctor Rodríguez Núñez
Víctor Rodríguez Núñez (La Habana, 1955) es un poeta, periodista, crítico literario y traductor cubano. Es doctor honoris causa por la universidad Kenyon College como homenaje a su trayectoria literaria.
Además de Cuba, ha vivido en Nicaragua, Colombia, y los Estados Unidos donde actualmente es profesor-investigador de español en Kenyon College.

## Poesía
Rodríguez Núñez ha publicado más de veinte libros de poesía, entre otros:
- Cayama (Santiago de Cuba: Uvero, 1979)
- Con raro olor a mundo (La Habana: Unión, 1981)
- Noticiario del solo (La Habana: Letras Cubanas, 1987)
- Cuarto de desahogo (La Habana: Unión, 1993)
- Los poemas de nadie y otros poemas (Intro. Juan Manuel Roca. Medellín: Tecnológico de Antioquia, 1994)
- El último a la feria (San José de Costa Rica: EDUCA ,1995)
- Oración inconclusa (Sevilla: Renacimiento, 2000)
- Con raro olor a mundo: Primera antología (La Habana: Unión, 2004)
- Actas de medianoche I (Valladolid: Junta de Castilla y León, 2006)
- Actas de medianoche II (Soria: Diputación Provincial de Soria, 2007)
- Todo buen corazón es un prismático: Antología poética, 1975-2005. Intro. Juan Gelman. (México: La Cabra Ediciones-UANL, 2010)
- Intervenciones: Antología poética. Ed. and Intro. Juan Carlos Abril. (Santander [España]: La Mirada Creadora, 2010)
- tareas (Sevilla: Renacimiento, 2011)
- reversos (Madrid: Visor, 2011)
- thaw/deshielos (trad. por Katherine M. Hedeen, Todmorden: Arc Publications, 2013)
- desde un granero rojo (Madrid: Hiperión, 2013)
- Cuarto de desahogo: Antología personal, 1975-2010 (La Habana: Letras Cubanas, 2013)
- deshielos (Granada: Valparaíso Ediciones, 2014)
- desde un granero rojo: poesía reciente (Quito: ElÁngelEditor, 2014)
- Del arco iris y el relámpago (Antología editada por Carlos Almonte y Juan Carlos Villavicencio, Santiago de Chile, Descontexto Editores, 2016)

## Premios de poesía
Rodríguez Núñez ha recibido numerosos reconocimientos por su poesía:
- 1980, Premio David (Cuba)
- 1983, Premio Plural (México)
- 1995, Premio EDUCA (Costa Rica)
- 2000, Premio Renacimiento (España)
- 2005, Premio Fray Luis de León (España)
- 2006, Premio Leonor (España)
- 2010, Premio Rincón de la Victoria (España)
- 2011, Premio Jaime Gil de Biedma, Accésit (España)
- 2013, Premio Alfons el Magnànim (España)
- 2015, Premio Loewe

## Poesía en traducción
Se han publicado antologías de Rodríguez Núñez en los siguientes idiomas:
- Francés (L’étrange odeur du monde, trad.por Jean Portante, París: L’Oreille du Loup, 2011)
- Inglés (The Infinite’s Ash, trad. por Katherine Hedeen, Londres: Arc Publications, 2008, Every Good Heart Is a Telescope: Early Poems, trad. por Hedeen, Pomona: Toad Press, 2013, and With a Strange Scent of World, trad. por Hedeen, New Orleans: Diálogos Books, 2014)
- Italiano (L’ultimo alla fiera, trad. por Emilio Coco, Foggia: Sentieri Meridiani, 2011)
- Serbio (Свако добро срце има облик призме, Песме, 1979-2011, trad. por Радивоје Константиновић, Novisad: Adresa, 2014)
- Sueco (Världen ryms i en alexandrin, trad. por Lasse Söderberg, Malmö: Aura Latina, 2011)

Se han traducido amplia selecciones de su poesía al alemán, árabe, chino, holandés, húngaro, lituano, macedonio, portugués, ruso, y esloveno.

## Periodismo cultural
En la década de 1980 Rodríguez Núñez fue redactor y jefe de redacción de El Caimán Barbudo, una de las revistas culturales más relevantes de Cuba, donde publicó docenas de artículos sobre literatura y cine. Una selección de sus entrevistas con poetas hispanos se encuentra en La poesía sirve para todo (La Habana: Unión, 2008).
Actualmente es el subdirector de la revista cultural mexicana, La Otra.

## Crítica literaria
Rodríguez Núñez ha compilado tres antologías:
- Cuba: En su lugar la poesía (México: U Autónoma Metropolitana-Azcapotzalco, 1982)
- Usted es la culpable: Nueva poesía cubana (La Habana: Editora Abril, 1985)
- El pasado del cielo: La nueva y novísima poesía cubana (Medellín: Alejandría Editores, 1994)

Su monografía sobre la obra periodística de Gabriel García Márquez Cien años de solidaridad (La Habana: Unión, 1986) recibió el Premio Enrique José Varona Prize. 
En 2011 editó y prologó la siguiente antología de la poesía cubana con la editorial española, Visor:
- La poesía del siglo XX en Cuba. Madrid: Visor, 2011.

Rodríguez Núñez ha publicado varias ediciones críticas, introducciones y ensayos sobre poetas hispanoamericanos como:
- La poesía sirve para todo: Confesiones y juicios de poetas hispanos. (La Habana: Unión, 2008).
- Oh, smog: Antología poética [con Katherine M. Hedeen]. Por Juan Calzadilla. (La Habana: Arte y Literatura, 2008)
- Poesía. Por Francisco Urondo. (La Habana: Casa de las Américas, 2006)
- Oda a Rubén Darío: Poemas selectos. Por José Coronel Urtecho. (Caracas: Biblioteca Ayacucho, 2005)
- La soledad de América Latina: Escritos sobre arte y literatura, 1948-1988. Por Gabriel García Márquez. (La Habana: Arte y Literatura, 1989)
- Cinco puntos cardinales. Por Z. Valdés, J. A. Mazzotti, E. Llanos Melussa, J. R. Saravia and A. Desiderato. (La Habana: Casa de las Américas, 1989)
- País secreto. Por Juan Manuel Roca. (La Habana: Casa de las Américas, 1987)

## Traducción
Rodríguez Núñez también es traductor. 
Ha traducido del inglés al español: 
- Esto sucede cuando el corazón de una mujer se rompe. Por Margaret Randall. (Madrid: Hiperion, 1999)
- El silo: Una sinfonía pastoral [con Katherine Hedeen]. Por John Kinsella. (La Habana: Arte y Literatura, 2005)
- América o el resplandor [con Katherine Hedeen]. Por John Kinsella. (Guadalajara: Mantis, 2013 y La Habana: Torre de Letras, 2006)
- En esa redonda nación de sangre: Poesía indígena estadounidense contemporánea [con Katherine Hedeen. Por varios. (La Habana: Arte y Literatura, 2013 y México: La Cabra, 2011)
- La vida incesante y otros poemas [con Katherine Hedeen]. Por Mark Strand. (México: El Tucán de Virginia, 2013)

Y del español al inglés:
- The Poems of Sidney West [con Katherine Hedeen]. Por Juan Gelman. (Cambridge: Salt Publishing, 2009)
- Diary with No Subject [con Katherine Hedeen]. Por Juan Calzadilla. (Cambridge: Salt Publishing, 2009)
- Garden of Silica [con Katherine Hedeen]. Por Ida Vitale. (Cambridge: Salt Publishing, 2010)
- Blue Coyote with Guitar [con Katherine Hedeen]. Por Juan Bañuelos. (Cambridge: Salt Publishing, 2010)
- The Bridges [con Katherine Hedeen]. Por Fayad Jamís. (Cambridge: Salt Publishing, 2011)
- Friday in Jerusalem and Other Poems [con Katherine Hedeen]. Por Marco Antonio Campos. (Cromer: Salt Publishing, 2012)
- The World So Often: Poems 1982-2008 [con Katherine Hedeen]. Por Luis García Montero. (Cromer: Salt Publishing, 2012)

Es Editor Asociado de la Serie Earthworks de Poesía Latinoamericana en Traducción de la editorial británica, Salt Publishing.